# Tomasz Grozmani
Tomasz Grozmani (ur. 27 kwietnia 1972 w Zabrzu) – polski piłkarz grający na pozycji obrońcy, trener piłkarski.

## Kariera
Jest wychowankiem Górnika Zabrze. W sezonie 1992/1993 był wcielony do pierwszej kadry tego klubu, jednak nie zagrał w nim ani jednego meczu na poziomie ligowym. W latach 1993–2000 występował w Ruchu Radzionków, awansując z tym klubem do drugiej oraz pierwszej ligi, a także rozgrywając na najwyższym szczeblu 18 meczów. Na początku 2001 roku przeszedł do Grunwaldu Ruda Śląska, gdzie do 2002 roku wystąpił w 39 meczach. Karierę piłkarską zakończył w 2004 roku w ŁTS Łabędy.
W grudniu 2003 roku został trenerem ŁTS Łabędy. Funkcję tę pełnił do 2006 roku. W latach 2006–2007 pracował jako trener Czarnych Pyskowice. W lipcu 2007 roku został trenerem Slavii Ruda Śląska i pracował na tym stanowisku do 2012 roku. Jednocześnie od 2011 roku był trenerem Górnika II Zabrze. Funkcję tę pełnił do 2013 roku i ponownie od 29 marca do 5 kwietnia 2014 roku. Trenował także juniorów Górnika Zabrze, z którymi m.in. zdobył w 2011 roku wicemistrzostwo Polski. W 2016 roku został trenerem Wawelu Wirek.

## Statystyki ligowe
| Sezon         | Klub                 | Liga           | Mecze | Gole |
| ------------- | -------------------- | -------------- | ----- | ---- |
| 1992/1993     | Górnik Zabrze        | I liga         | 0     | 0    |
| 1993/1994     | Ruch Radzionków      | III liga       | ?     | ?    |
| 1994/1995     | Ruch Radzionków      | III liga       | ?     | ?    |
| 1995/1996     | Ruch Radzionków      | III liga       | ?     | ?    |
| 1996/1997     | Ruch Radzionków      | II liga        | 32    | 0    |
| 1997/1998     | Ruch Radzionków      | II liga        | 4     | 0    |
| 1998/1999     | Ruch Radzionków      | I liga         | 1     | 0    |
| 1999/2000     | Ruch Radzionków      | I liga         | 17    | 1    |
| 2000/2001 (j) | Ruch Radzionków      | I liga         | 0     | 0    |
| 2000/2001 (w) | Grunwald Ruda Śląska | III liga       | ?     | ?    |
| 2001/2002     | Grunwald Ruda Śląska | III liga       | ?     | ?    |
| 2002/2003     | ŁTS Łabędy           | klasa okręgowa | ?     | ?    |
| 2003/2004     | ŁTS Łabędy           | klasa okręgowa | ?     | ?    |